# Sello Whole Grain (De Granos Enteros)
El Sello Whole Grain (De granos enteros) fue creado por el Whole Grains Council(Consejo De granos enteros) y un panel de asesores científicos y culinarios en enero de 2005 como una marca visual para señalar los productos que contienen cantidades significativas desde el punto de vista alimenticio de granos enteros. El sello cuenta con una gavilla de trigo estilizada sobre un fondo de color amarillo dorado con un borde negro.
Cada producto que lleva el sello debe contener al menos 8 gramos de granos integrales por porción. 8 gramos es igual a la mitad de una porción indicada de la Pirámide alimenticia .[cita requerida]  Los productos que llevan el sello 100% de grano entero contienen por lo menos 16 gramos de granos integrales por porción - o un completo servicio de la Pirámide Nutrimental expuesto por el USDA - y no debe contener granos refinados.
Las Guías Alimentarias 2005 para los estadounidenses[cita requerida] recomiendan que todos los mayores de 9 años de edad debe comer por lo menos tres porciones de granos integrales por día para la salud. Para un resumen de los estudios científicos publicados sobre los beneficios de los granos enteros, consulte los siguientes recursos. En 1999, la FDA autorizó el uso de una declaración de propiedades saludables que se pueden utilizar en los alimentos de grano entero: "Las dietas ricas en alimentos integrales y otros alimentos vegetales, y baja en grasas saturadas y colesterol, puede ayudar a reducir el riesgo de enfermedades del corazón. "* Sin embargo, estas afirmaciones tienen ciertas limitaciones, y no se puede utilizar en algunos alimentos de grano entero, incluso si los alimentos son un 100% de grano entero. Vea los siguientes recursos para obtener más información sobre declaraciones de propiedades saludables y orientaciones específicas.

## Recursos
- Recursos en Español del Whole Grain Council
- Sello Whole Grain (En Inglés)